# Sherpa (política)

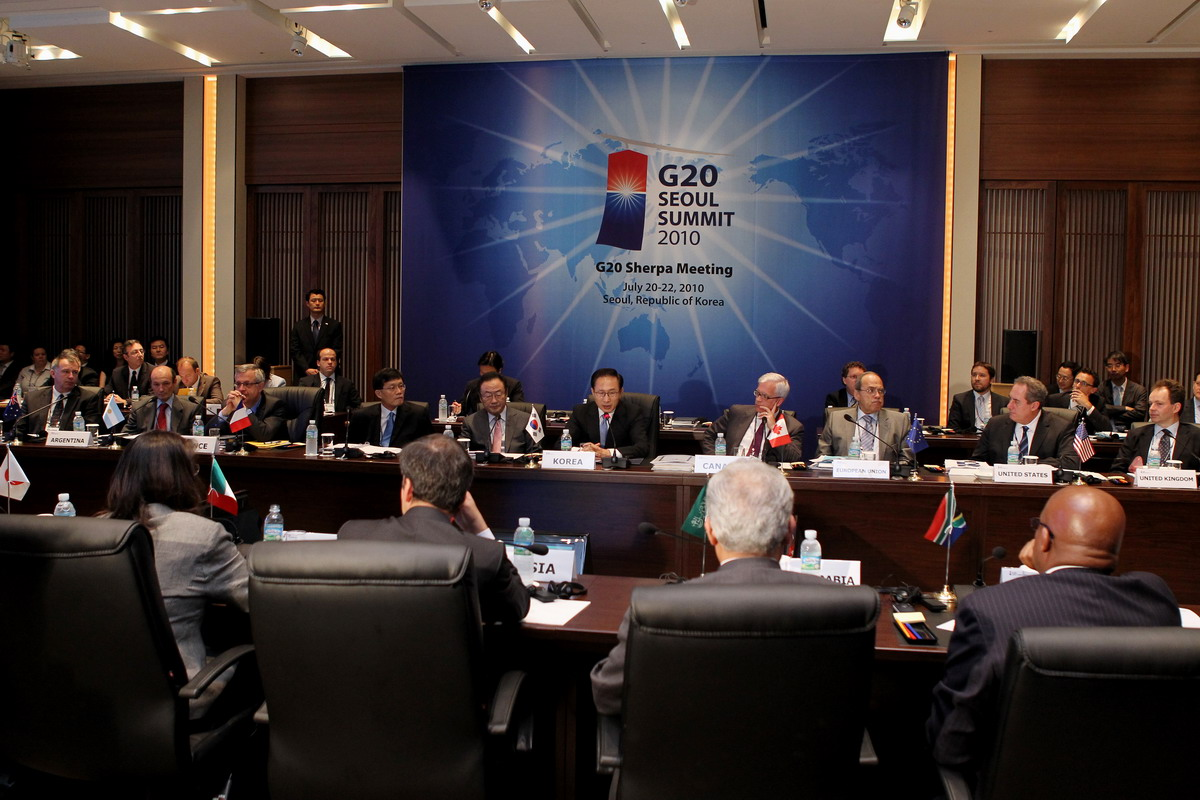
La reunión sherpa realizada en preparación para la Cumbre Financiera del G-20 programada para noviembre de 2012 en Seúl.

El término Sherpa se refiere a un representante, negociador o asesor gubernamental de alto nivel. En el ámbito de las cumbres del G-8 y G-20 son representantes de los jefes de gobierno responsables de las negociaciones. El término deriva del nombre del pueblo himalayo que ganó renombre mundial por guiar las expediciones occidentales al Everest. El uso para designar un negociador/asesor de un líder gubernamental empezó en los años 90. En las reúniones del G-8 es habitual que el Sherpa esté acompañado por expertos en asuntos exteriores y en finanzas, conocidos como Sous-Sherpa (Sub-Sherpa) en francés.

## Lista de Sherpas del G-8 y G-20 (2012)
| País           | G-8 | G-20 |
| -------------- | --- | --- |
| Alemania       | Prof. Dr. Lars-Hendrik Röller | Prof. Dr. Lars-Hendrik Röller, director general para la política económica y financiera en la oficina de la cancillería federal de Alemania                                                                                               |
| Arabia Saudita | | Fahad Abdullah Almubarak. Ministro de Estado |
| Argentina      | | Pedro Villagra Delgado, Vicecanciller de la Cancillería de la Nación. Sous-Sherpa Finanzas: Ministro Hugo Javier Gobbi Expositor |
| Australia      | | Gordon de Brouwer, Subsecretario, departamento del primer ministro y el gabinete de Australia |
| Brasil         | | Valdemar Carneiro Leão, Subsecretario para asuntos económicos y financieros del ministerio de relaciones exteriores de Brasil |
| Canadá         | Gérald Cossette, Viceministro asociado de asuntos exteriores | Louis Lévesque, Viceministro de comercio internacional de Canadá |
| China          | | Tiankai Cui, Viceministro de relaciones exteriores de la República Popular de China |
| Corea del Sur  | | Jong–Wha Lee, Coordinador de asesores del presidente para economía internacional de Corea del Sur y el G20 |
| Estados Unidos | Michael Froman, asesor adjunto del consejo de seguridad nacional para asuntos económicos internacionales Sous-Sherpa de Finanzas: Lael Brainard, Under Secretary of International Affairs at the U.S. Department of Treasury | Michael Froman, asesor adjunto del consejo de seguridad nacional para asuntos económicos internacionales Sous-Sherpa de Finanzas: Lael Brainard, subsecretario de Asuntos Internacionales en el Departamento del Tesoro de Estados Unidos |
| Francia        | Jean-David Levitte Sous-Sherpa de Finsnzas: Delphine d’Amarzit Sous-Sherpa Asuntos Exteriores: C. Masset | Xavier Musca, Secretario general adjunto del Eliseo y Sherpa del presidente de Francia |
| India          | | Dr Montek Ahluwalia |
| Indonesia      | | Mr. Mahendra Siregar, Viceministro de cooperación económica y financiera internacional del ministerio de coordinación de asuntos económicos de Indonesia                                                                                  |
| Italia         | Pasquale Terracciano, Consejero diplomático del primer ministro de Italia Sous-Sherpa de Asuntos Exteriores: Mr. Alessandro Busacca Sous-Sherpa de Finanzas: Mr. Carlo Monticelli.                                           | Pasquale Terracciano, Consejero diplomático del primer ministro de Italia Sous-Sherpa de Asuntos Exteriores: Mr. Alessandro Busacca Sous-Sherpa de Finanzas: Mr. Carlo Monticelli                                                         |
| Japón          | Shinichi Nishimiya, Subsecretario de asuntos exteriores de Japón Sous-Sherpa de Asuntos Exteriores: Takeshi YAGI | Shinichi Nishimiya, Subsecretario de asuntos exteriores de Japón Sous-Sherpa de Asuntos Exteriores: Takeshi YAGI |
| México         | | Emb. Carmen Moreno Toscano, Subsecretaria de Relaciones Exteriores México |
| Reino Unido    | Ivan Rogers, Asesor del primer ministro del Reino Unido para Europa y asuntos globales y titular del secretariado de asuntos europeos y globales                                                                             | Ivan Rogers, Asesor del primer ministro del Reino Unido para Europa y asuntos globales y titular del secretariado de asuntos europeos y globales                                                                                          |
| Rusia          | Arkady Dvorkovich. | Stanislav Voskresenskij, Viceministro de desarrollo económico de la Federación de Rusia |
| Sudáfrica      | | Sipho George Nene, director general adjunto de asuntos multilaterales del departamento de relaciones exteriores de Sudáfrica |
| Turquía        | | Mehmet Gücük, Subsecretario adjunto de asuntos económicos en la cancillería de Turquía |
| Unión Europea  | Franciskus van Daele, Jefe de Gabinete del Presidente del Consejo Europeo | Antόnio José Cabral, Asesor del Presidente de la Comisión Europea, Unión Europea |
| OCDE           | | Gabriela Ramos |
| Banco Mundial  | | Caroline Anstey, Vicepresidenta, Asuntos exteriores |

## Sherpas de otros países
En 2012 varios países no-miembros participarán en el cumbre del G-20 en México,
- Cyrille S. Oguin, Embajador de Benín acreditado en los Estados Unidos, concurrente ante México
- Embajador Jorge Bunster Betteley, director general de Relaciones Económicas Internacionales del Ministerio de Relaciones Exteriores de Chile
- María Fernanda Maiguashca, viceministra técnica del ministerio de hacienda de Colombia
- Álvaro Nadal, director de la Oficina Económica del Presidente del Gobierno de España